# アンティータムの戦い
アンティータムの戦い（アンティータムのたたかい、英:Battle of Antietam、またはシャープスバーグの戦い（Battle of Sharpsburg、特に南部での呼び方））は、南北戦争の中盤1862年9月17日、メリーランド方面作戦の一環としてメリーランド州シャープスバーグ近く、およびアンティータム・クリークで行われた戦闘であり、北部の大地で行われたことでは南北戦争で初めての主要会戦であった。両軍合わせて約23,000名の損失があり、合衆国の歴史の中でも単一日の戦闘として最も流血の多い戦闘となった。
北軍のジョージ・マクレラン少将はメリーランドにロバート・E・リー将軍の南軍を追求した後で、アンティータム・クリークの背後に防御陣を築いた北バージニア軍に対する攻撃を掛けた。9月17日の夜明け、北軍ジョセフ・フッカー少将の軍団が、北バージニア軍の左翼に強攻を掛けた。ミラーのトウモロコシ畑で攻撃と反撃が続き、戦闘はダンカー教会の回りにも及んだ。窪んだ道路に対して行われた北軍の突撃が南軍の中央を後退させることになったが、北軍も右翼の2人の軍団長が共に戦死・負傷して後退しており、戦闘は予断を許さなかった。午後になって、北軍アンブローズ・バーンサイドの軍団が戦闘に突入し、アンティータム・クリークに架かる石橋を確保した後、南軍の右翼に向けて前進した。この重要な局面に、ハーパーズ・フェリーから南軍A・P・ヒルの師団が到着し、急襲を掛けてバーンサイド軍を押し返し、戦闘を終わらせた。
両軍とも最初多くの部隊を予備にし、順次投入する戦術を取った。その結果南軍は最終的に予備を使い切ったが、マクレランは自軍の4分の1程度の予備を最後まで残した。北バージニア軍は数の上では1対2と負けていたが、地形をうまく利用して北軍と対等に渡り合えた。夜の間に両軍共その戦線を集約した。北バージニア軍は相当な損失を被り、9月18日の1日中ポトマック軍との小競り合いを続けたが、有利な地形を北軍に奪取された状態ではもはや北軍に打撃を与えるチャンスはなく、その間に疲れ切った軍隊は川の南に退いた。
ポトマック軍に数の優位があったにもかかわらず、北バージニア軍が撤退を選ばずにここで戦ったのは、地形を利用することでポトマック軍を破れると考えていたためである。しかしマクレランは適切な順序で順次南軍の弱点を突いていき、南軍の逆転を許さなかった。マクレランは、ここでは戦術的大勝利を狙うことよりも、確実に勝つことが重要であることを知っていたため、最後まで予備部隊を残し事態の急変に備えた。これにより北バージニア軍を壊滅させることはなかったが、北バージニア軍のメリーランド侵攻は終わり、リーはバージニア州内に軍隊を引き上げざるを得なくなった。この戦闘は戦術的な勝利の意味よりも、エイブラハム・リンカーンが奴隷解放を宣言する自信を得たことで、北軍にとって戦略的な勝利の意味がはるかに大きかった。

## 背景およびメリーランド方面作戦

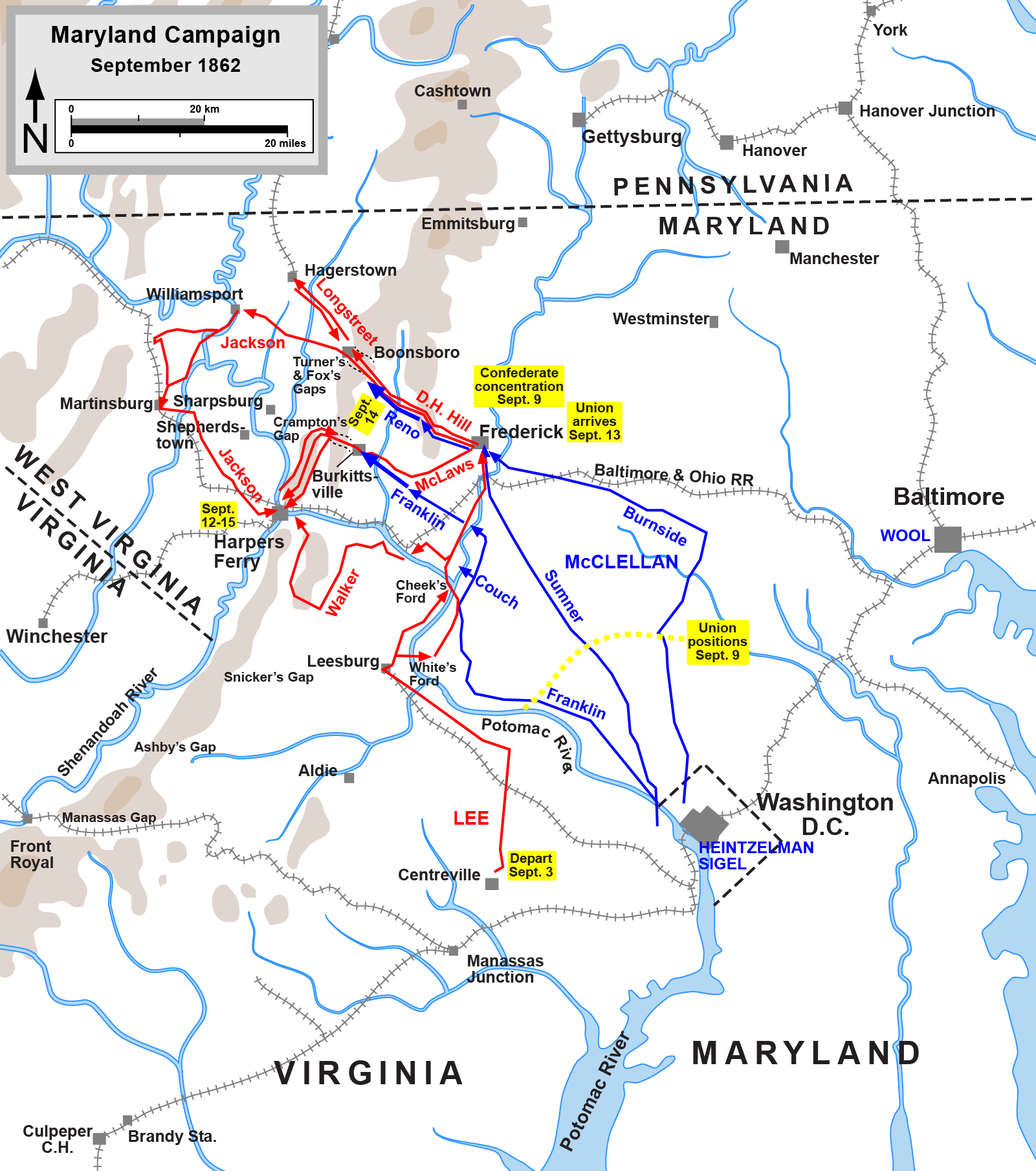
メリーランド方面作戦。1862年9月3日から15日までの行動。
南軍
北軍

ロバート・E・リー将軍の北バージニア軍、45,000名は、1862年8月29日の第二次ブルランの戦いでの勝利に続き、9月3日にメリーランド州内に入った。リーの戦略は、境界州であるメリーランド州内では南軍に同調する者が多くいると考えられたので、新しい物資や徴兵を求めることであり、北部で近々行われる選挙の前に世論に影響を与えることであった（後に分かるように、リーの行動による社会な衝撃は様々なものが混ざっていた。メリーランド人は北バージニア軍音楽隊の発する「メリーランド、マイ・メリーランド」の音楽によって、リーが期待したほど南部連合国に惹きつけられる事はなく、北軍ポトマック軍がアンティータムで南軍をなんとか撃退したことによって、メリーランドの人々が南部に鞍替えする可能性は消えた）。アメリカ連合国大統領のジェファーソン・デイヴィスを含み南部の政治家達は、北部の大地の上で軍事的な勝利を得れば、諸外国が南部を認知する可能性が増えるものと信じていた。そのような勝利はイギリスやフランスからの認知を得、財政的な支援を得られたかもしれないが、南部がこの可能性を追求してその軍事作戦を立てるべきとリーが考えたという証拠は無い。
リーは自軍がメリーランドに侵攻した後もマクレランが数週間は動かないだろうと予想していた。直前の第二次ブルランの戦いではバージニア軍を完全に崩壊させ、半島戦役でもポトマック軍を士気喪失させ、北軍は戦える状態にないものとリーは思っていたからだ。しかしマクレランは完全にリーの虚を突いていた。半島戦役の後退はリーの思っていたような敗走ではなく、実は南軍の攻撃を誘うための戦略的後退であり、半島から戻ったマクレランはバージニア軍を吸収するとこれを驚異的な速さで回復させ、万全の態勢を整えていた。
マクレラン率いるポトマック軍（兵力約90,000名）が北バージニア軍の進路を抑えるように展開する中で、第27インディアナ志願歩兵連隊の2人の北軍兵士（バートン・W・ミッチェル伍長とジョン・M・ブロス曹長）が、3本の葉巻を包んだまま誤って置き忘れられていたリーの詳細な作戦計画（特務191号）の写しを発見した。この書類の内容は、リーが北バージニア軍を分割し、地理的に分散した地点（ハーパーズ・フェリーとヘイガーズタウン）に派遣したことを示すものだった。もしマクレランがこの情報を信じてすぐに動けば、それぞれの部隊を孤立させ打ち負かすチャンスだったかもしれない。しかしマクレランはこの情報の真偽の確認と利点を活かすための作戦立案と自軍の再配置のために約18時間かかり、北バージニア軍を徹底的に打ち破るには至らなかった。
アンティータムの会戦の前にメリーランド方面作戦では2つの重要な戦闘があった。ストーンウォール・ジャクソン少将がハーパーズ・フェリーを占領したことと、マクレランがサウス山の戦いでブルーリッジ山脈を通って攻撃を掛けたことであった。ハーパーズフェリーの戦いは、アンティータムの戦いの開始時点でジャクソン指揮下の部隊がハーパーズフェリーで北軍守備兵の降伏に臨んでいて、戦闘布陣から抜けていたために重要であった。サウス山の戦いは、山脈を通る2つの峠道を南軍が頑固に守ってマクレランの進軍速度を遅らせたために、リーがシャープスバーグにその軍隊の残りを集結させる時間を与えたということで重要だった。

## 対戦した勢力

### 南軍
リー将軍の北バージニア軍は2つの大きな歩兵軍団に分かれていた。
ジェイムズ・ロングストリート少将の指揮する第1軍団には、次の師団が含まれた。
- ラファイエット・マクローズ少将（ジョセフ・B・カーショー、ハウエル・コブ、ポール・J・セムズおよびウィリアム・バークスデイル各准将の旅団）
- リチャード・H・アンダーソン少将（アルフレッド・カミング、W・A・パーラムおよびカーノット・ポージー各大佐の旅団、およびルイス・アーミステッド、ロジャー・A・プライアおよびアンブローズ・R・ライト各准将の旅団）
- デイビッド・R・ジョーンズ准将（ロバート・トゥームズ、トマス・F・ドレイトン、リチャード・B・ガーネット、およびジェイムズ・L・ケンパー各准将の旅団、およびジョセフ・T・ウォーカーとジョージ・T・アンダーソン各大佐の旅団）
- ジョン・G・ウォーカー准将（ヴァン・H・マニング大佐とロバート・ランサム・ジュニア准将の旅団）
- ジョン・ベル・フッド准将（ウィリアム・T・ウォフォードとイベンダー・ロー各大佐の旅団）
- ネイサン・G・"シャンクス"・エバンス准将の独立した旅団

ストーンウォール・ジャクソン少将の指揮する第2軍団には、次の師団が含まれた。
- アレクサンダー・ロートン准将（マーセラス・ダグラス大佐、ジュバル・アーリー准将、ジェイムズ・A・ウォーカー大佐およびハリー・T・ヘイズ准将の旅団）
- A・P・ヒル少将（軽師団：ローレンス・オブライアン・ブランチ、マクしー・グレッグ、ジェイムズ・J・アーチャーおよびウィリアム・ドーシー・ペンダー各准将、およびジョン・M・ブロッケンブローとエドワード・L・トーマス各大佐の旅団）
- ジョン・R・ジョーンズ准将（A・J・グリグスビー、E・T・H・ウォーレン、ブラドリー・T・ジョンソン各大佐およびウィリアム・E・スターク准将の旅団）
- D・H・ヒル少将（ロスウェル・S・リプリー、ロバート・E・ローズ、サミュエル・ガーランド・ジュニア、ジョージ・B・アンダーソン各准将、およびアルフレッド・H・コルキット大佐の旅団）

残りの部隊はJ・E・B・スチュアート少将の騎兵軍団、ウィリアム・N・ペンドルトン准将の予備砲兵隊があった。第2軍団は各市団に砲兵隊が付けられ、対照的に第1軍団は砲兵隊を軍団レベルで保有していた。

### 北軍

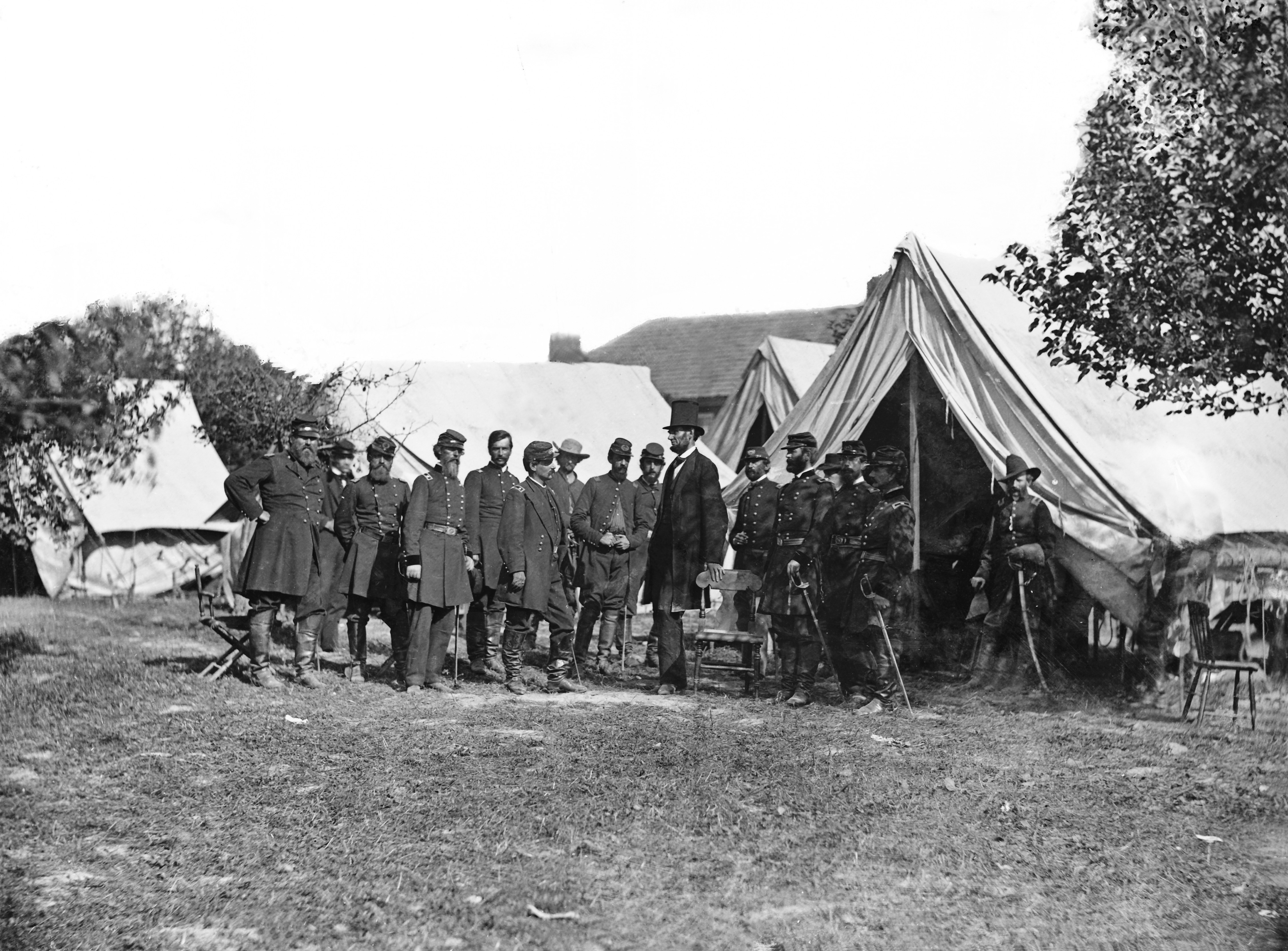
戦闘後にグラブ農園に立つリンカーンとマクレランおよびその参謀。左から5人目が第5軍団参謀長アレクサンダー・S・ウエッブ、6人目がマクレラン、8人目がジョナサン・レターマン博士、10人目がリンカーン、11人目がヘンリー・J・ハント、12人目がフィッツ・ジョン・ポーター、15人目がアンドリュー・A・ハンフリーズ、16人目がジョージ・アームストロング・カスター大尉

ジョージ・マクレラン少将のポトマック軍は、ジョン・ポープのバージニア軍から吸収された部隊で強化され、6個歩兵軍団となっていた。
ジョセフ・フッカー少将の第1軍団には、次の師団が含まれた。
- アブナー・ダブルデイ准将（ウォルター・フェルプス大佐とマーシナ・R・パトリックおよびジョン・ギボン各准将の旅団）
- ジェイムズ・B・リケッツ准将（エイブラム・デュリー准将、ウィリアム・A・クリスチャン大佐およびジョージ・L・ハートサッフ准将の旅団）
- ジョージ・ミード准将（トルーマン・セイモア准将とトマス・F・ギャラガー大佐の旅団）

エドウィン・V・サムナー少将の第2軍団には、次の師団が含まれた。
- イズラエル・B・リチャードソン少将（ジョン・C・コールドウェルとトーマス・フランシス・マハー各准将とジョン・R・ブルック大佐の旅団）
- ジョン・セジウィック少将（ウィリス・A・ゴーマン、オリバー・O・ハワードおよびナポレオン・J・T・ダナ各准将の旅団）
- ウィリアム・H・フレンチ准将（ネイサン・キンボール准将、ドワイト・モリス大佐およびマックス・ウェーバー准将の旅団）

フィッツ・ジョン・ポーター少将の第5軍団には、次の師団が含まれた。
- ジョージ・W・モレル少将（ジェイムズ・バーンズ大佐、チャールズ・グリフィン准将およびT・B・W・ストックトン大佐の旅団）
- ジョージ・サイクス准将（ロバート・C・ブキャナン中佐、チャールズ・S・ラベル少佐およびガバヌーア・ウォーレン大佐の旅団）
- アンドリュー・A・ハンフリーズ准将（エラスタス・B・タイラー准将およびピーター・H・アラバック大佐の旅団）

ウィリアム・B・フランクリン少将の第6軍団には、次の師団が含まれた。
- ヘンリー・W・スローカム少将（アルフレッド・T・A・トーバートとジョセフ・J・バートレット各大佐、およびジョン・ニュートン准将の旅団）
- ウィリアム・F・"ボールディ"・スミス少将（ウィンフィールド・スコット・ハンコックとウィリアム・T・H・ブルックス各准将およびウィリアム・H・アーウィン大佐の旅団）
- ダライアス・コウチ少将の第4軍団から1個師団（チャールズ・ディーブンス・ジュニア、アルビオン・P・ハウおよびジョン・コクラン各准将の旅団）

アンブローズ・バーンサイド少将の第9軍団には、次の師団が含まれた。
- オーランド・B・ウィルコックス准将（ベンジャミン・C・クライストとトマス・ウェルシュ各大佐の旅団）
- サミュエル・D・スタージス准将（ジェイムズ・ナジェルとエドワード・フェレロ各准将の旅団）
- アイザック・P・ロドマン准将（ハリソン・S・フェアチャイルドとエドワード・ハーランド各大佐の旅団）
- ジェイコブ・D・コックス准将のカノウハ師団（ヒュー・ユーイングとジョージ・クルック各大佐の旅団）

ジョセフ・K・マンスフィールド少将の第12軍団には、次の師団が含まれた。
- アルフェウス・ウィリアムズ准将（サミュエル・クロウフォードとジョージ・H・ゴードン各准将の旅団）
- ジョージ・S・グリーン准将（ヘクター・ティンダル中佐、ヘンリー・J・ステインルックとウィリアム・B・グッドリッチ各大佐の旅団）
- アルフレッド・プレソントン准将の騎兵師団（チャールズ・J・ホワイティング少佐、およびジョン・F・ファーンズワース、リチャード・H・ラッシュ、アンドリュー・T・マクレイノルズ、およびベンジャミン・F・デイビス各大佐の旅団）

## 戦闘

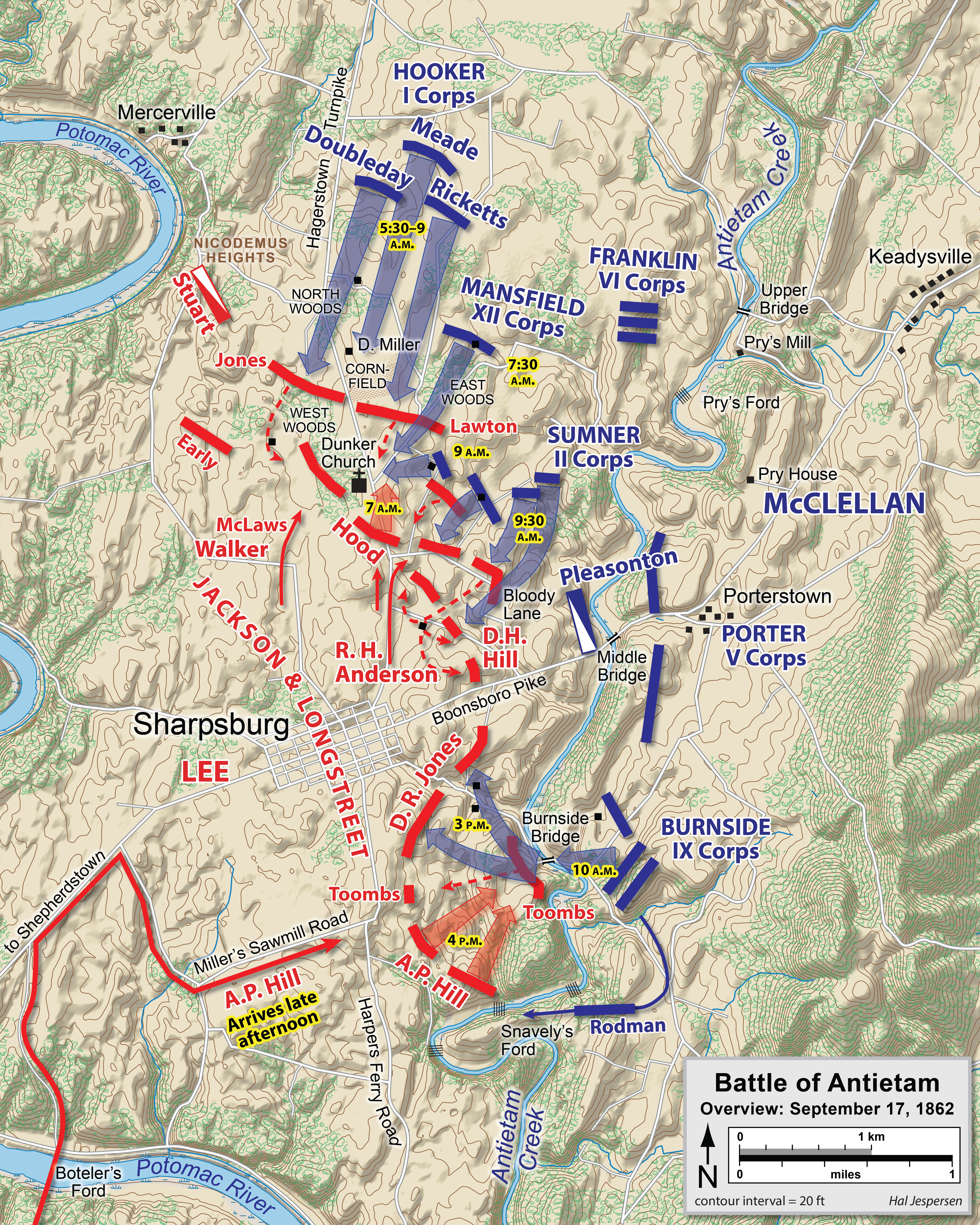
アンティータムの戦い全体図

リーは9月15日からシャープスバーグの町近く、低い山の背に沿ったアンティータム・クリークの背後に利用可能な部隊を配置した。そこは防御に適した場所ではあったが、難攻不落とまではいかなかった。地形は柵や石壁、石灰岩の岩群があり、穴やうねりはほとんど無く、歩兵にとって優れた障壁を提供していた。前面にあるクリークは小さな障害に過ぎなかったが、幅は60ないし100フィート（18ないし30m）あり、あちこちで歩いて渉れ、1マイル (1.6 km)ごとに3つの石橋があった。南軍の後はポトマック川で遮られており、もし退却が必要な場合に、シェファーズタウンのボトラー渡しが手近な唯一の渡河地点であるために、心許ない位置でもあった（ウィリアムズポートの渡しはシャープスバーグから10マイル (16 km)北西にあり、ジャクソンがハーパーズフェリーに行軍するときに使われた。戦闘中の北軍の再配置によってその方向への撤退を考えることは実行不可能となった。）。また9月15日には、リーが直轄する部隊は18,000名に足りず、北軍の3分の1に過ぎなかった。
北軍の最初の2個師団は9月15日の午後に到着し、残りの大半はその夜遅くに到着した。9月16日の朝すぐに北軍が攻撃を掛けた場合、数の上で圧倒的な利点はあったが、位置が不明な南軍の他の部隊により、いつリー得意の側面や背後からの奇襲を受けるかわからない危険な状態での戦闘は避け、マクレランは攻撃を1日遅らせた。このことで、南軍は防御陣を固める時間が取れ、ロングストリート軍団のヘイガーズタウンからの到着を許し、A・P・ヒルの部隊を抜いたジャクソンの軍団もハーパーズフェリーから到着した。ジャクソンは左翼（北側）にあってポトマック川に接し、ロングストリートは右翼（南側）にあってアンティータム・クリークに接した。戦線は約4マイル (6 km)の長さに及んだ（戦闘が進行するにつれてリーが部隊を動かしたので、これら軍団の境界はかなり重複することになった）。
9月16日の夕刻、マクレランはフッカーの第1軍団にアンティータム・クリークを渡り、敵の位置を探るように命じた。ミード師団は東の森近くでフッドの指揮する南軍を慎重に攻撃した。暗闇が訪れ、マクレランが部隊の配置を続けた間、砲声が続いた。マクレランの作戦は敵の左翼を圧倒することだった。アンティータム・クリークに架かる橋の配置からこの結論に至った。下流側の橋（間もなくバーンサイド橋と名付けられた）は、これを見下ろす崖の上に南軍が陣取り支配されていた。ブーンズボロからの道路の延長にある中間の橋はシャープスバーグの高台から砲火に曝される位置にあった。しかし、上流側の橋は南軍の大砲から2マイル (3 km)東にあり、安全に渡れる可能性があった。マクレランはその軍隊の半分以上を投入することにし、まずは2個軍団で初め、3番目の軍団が支援し、必要ならば4番目の軍団を当てることにした。南軍の右翼については5番目の軍団で同時陽動攻撃を行い、いずれかの攻撃が成功すれば、残る予備兵力で南軍中央を攻める備えをしておくという考えであった。東の森での小競り合いはマクレランの意図をリーに悟らせることになり、リーはそれに応じて防御陣を準備させた。リーは部隊を左翼へ動かし、戦場に未だ到着していない2人の指揮官、すなわちラファイエット・マクローズの2個師団とA・P・ヒルの1個師団には緊急の伝言を発した。
マクレランの作戦は一見連係がうまく取れず、お粗末な実行結果になったようにも見える。その部下の指揮官達のそれぞれには、その指揮する軍団に対する命令のみを発しており、全軍の作戦を表す全般命令ではなかった。戦場の地形によって、各指揮官は自隊以外の状況を知ることが難しくなり、マクレランの参謀本部は1マイル (1.6 km)以上後方（クリークの東、フィリップ・プライの家）にあって、各軍団に指示を与えることを難しくしていた。このために、翌日に進行した戦闘は、3つに分かれたおよそ連係の取れていない戦闘となったかのようだった。朝は戦場の北端で、昼頃は中央で、午後は南側で、といった案配だった。マクレランに批判的な歴史家は、この連係の欠如とポトマック軍の戦力集中が行われなかったために、北軍の持っていた2対1という勢力差をほぼ完全に無効にし、リーが北軍の攻撃に合わせて防御部隊を移動させることを許したと主張する。
しかし実はリーのこの防御配置には、恐ろしい罠がしかけてあった。右翼はアンティータムクリーク、中央は塹壕のような窪んだ道路、左翼は森林という防御に適した地形で、南軍はそれぞれを比較的少数の部隊で維持し、多くの部隊を予備とすることができた。そして右翼、中央、左翼のそれぞれ防御地形の間には、部隊の移動が容易な開豁地が挟まっていることが重要であった。もしこれに北軍が連係の取れた一斉攻撃を掛けていたら、防御地形に接触して拘束されたタイミングで、開豁地を通って現れた南軍の予備部隊に側面を襲われ、狭い地域に過剰に押し込められた北軍は大混乱に陥って壊走し、壊滅的打撃を受けることになっただろう。しかしマクレランはこれを見抜き、側面を突かれることのない端から南軍の陣地を確実に押し潰していき、それによって南軍の予備を全て前線に引きずり出すことで、リーの罠を完全に破ったのだった。

### 朝

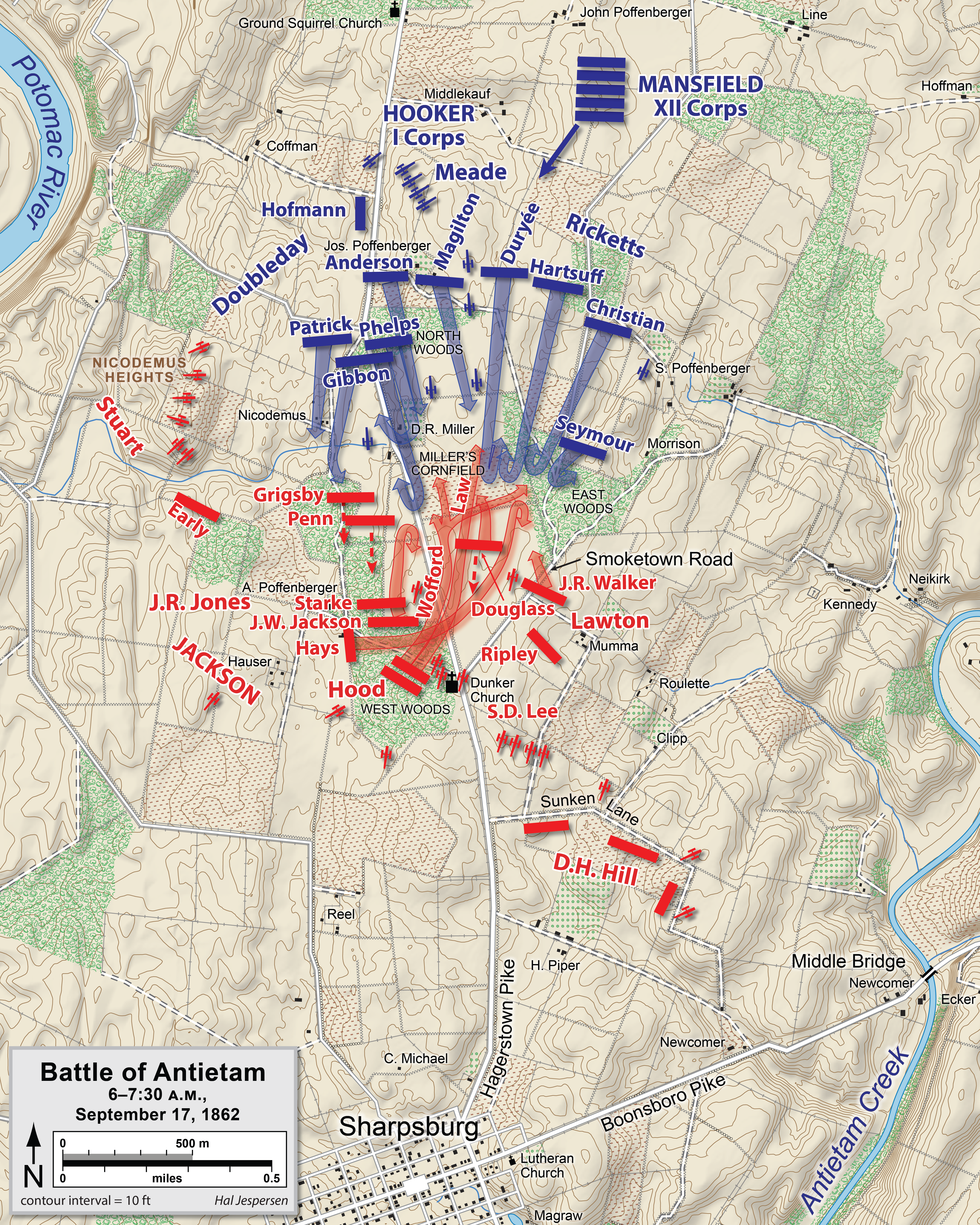
第一軍団による攻撃。午前5時半から7時半

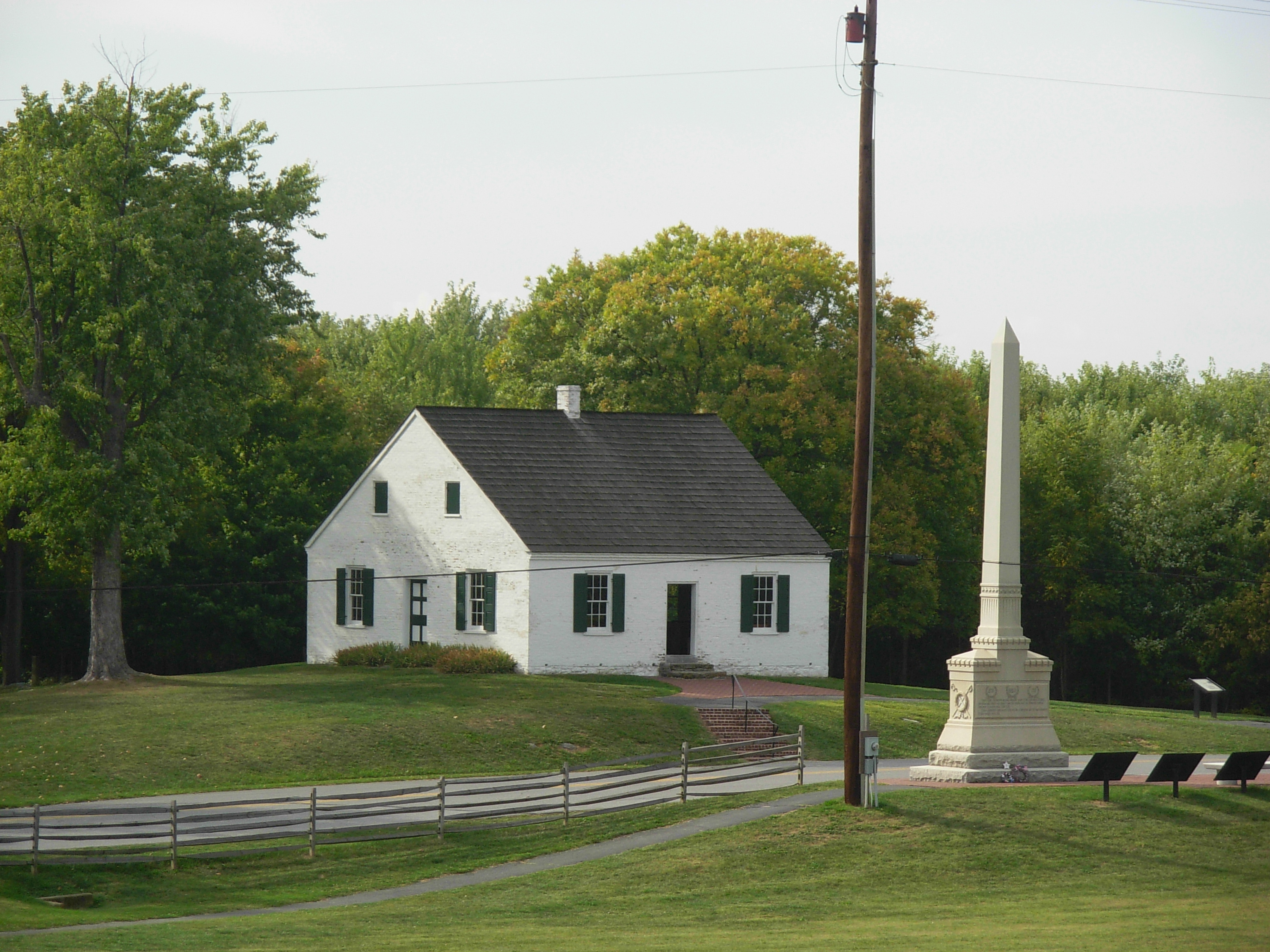
ダンカー教会

戦端は9月17日の夜明けに開かれた（午前5時半頃）。北軍ジョセフ・フッカーの第1軍団がヘイガーズタウン・ターンパイクから攻撃を開始した。フッカーの目標は、地元のドイツ人バプテストの一派に属する白漆喰塗りの質素な建物であるダンカー教会のある台地であった。フッカーの軍団は約8,600名であり、ストーンウォール・ジャクソンの指揮する防衛軍7,700名よりわずかに上回るだけで、南軍の強固な防衛陣地を考えればこのように小さな勢力差は打ち消されるものであった。アブナー・ダブルデーの師団がフッカーの右翼に動き、ジェイムズ・リケッツの師団は左翼に動いて東の森に入り、ジョージ・ミードのペンシルベニア予備役師団は中央のやや後方に配置した。ジャクソンの防衛軍はアレクサンダー・ロートンとジョン・R・ジョーンズの師団で構成され、西の森からターンパイクを越えてミラーのトウモロコシ畑の南端まで戦列を布いた。西の森の中には4個旅団が予備部隊としておかれた。
北の森から最初の北軍部隊が現れトウモロコシ畑に入ると、砲撃戦が始まった。南軍の砲火は、西にJ・E・B・スチュアートの騎馬砲兵大隊、南にダンカー教会から道路を隔てた高台にスティーブン・D・リー大佐の4個大隊からのものであった。北軍の反撃は北の森の背後の尾根にいる9個大隊とアンティタム・クリークの東2マイル (3 km)にある20ポンド・パロット・ライフル砲4個大隊からのものであった。この砲撃戦で両軍に甚大な損失を生じさせ、リー大佐をして「大砲の地獄」と言わせた。
フッカーはトウモロコシ畑に隠れている南軍の銃剣の閃きを目に留め、歩兵の前進を止めさせて砲兵4個大隊を呼び寄せ、畑を覆っている南軍歩兵の頭上に砲弾の雨を降らせた。両軍からの砲弾やライフル銃弾が草刈り釜のように機能し、トウモロコシの茎も兵士も同じように薙ぎ倒した。

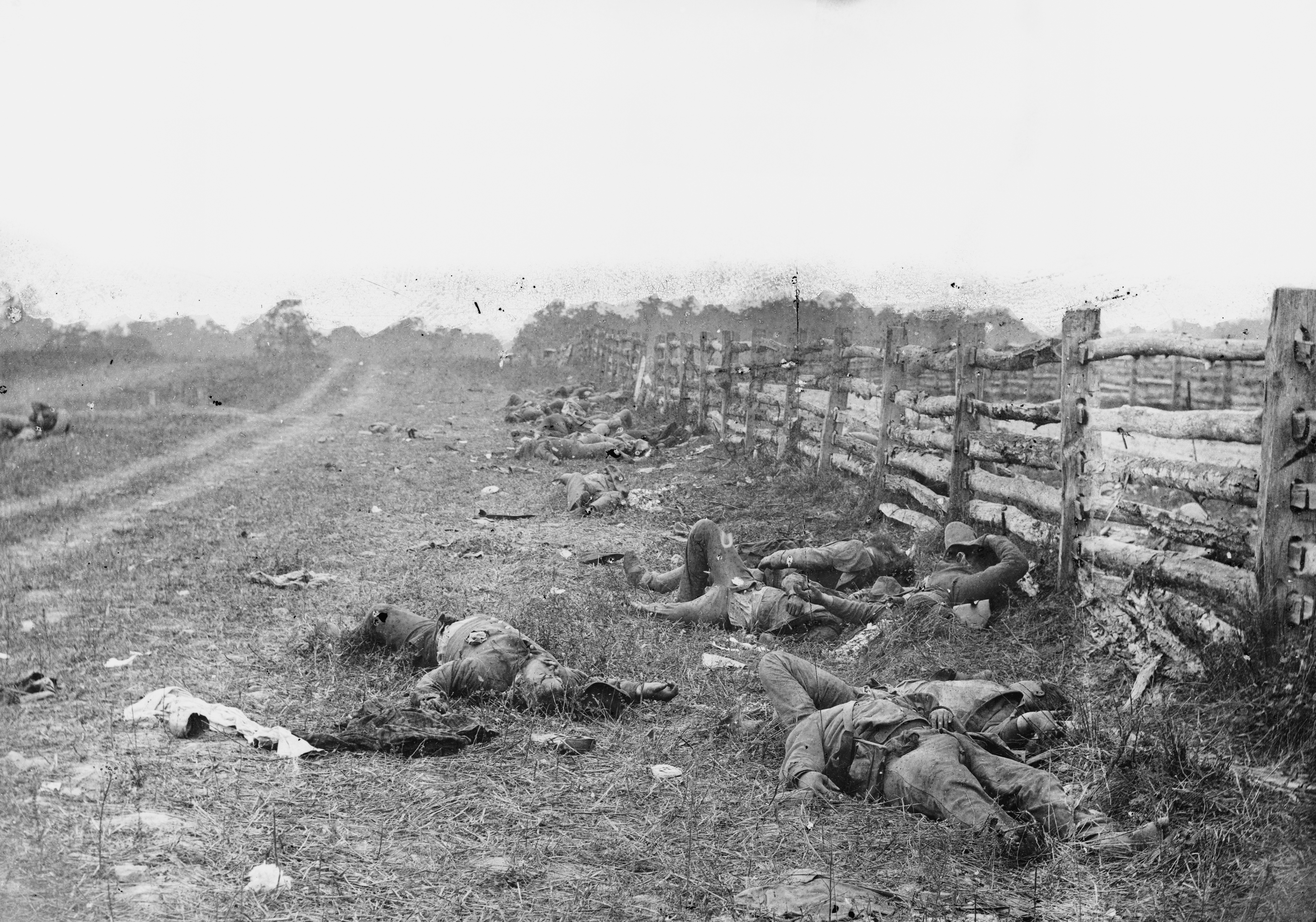
ダンカー教会の北、ヘイガーズタウン・ターンパイクに横たわる南軍スタークのルイジアナ旅団兵士の死骸

ミード指揮下にあるトルーマン・セイモア准将の第1ペンシルベニア旅団が東の森を抜けて前進し、ジェイムズ・ウォーカー大佐のアラバマ、ジョージアおよびノースカロライナ混成旅団と銃火を交わした。ウォーカーの部隊がリーの砲火にも助けられてセイモア隊を交替させると、リケッツの師団がトウモロコシ畑に入り、同じように砲火に引き裂かれた。アブラム・デュリー准将の旅団が前進してマーセラス・ダグラスのジョージア旅団からの一斉射撃を浴びた。250ヤード (225 m)の射程からの猛烈な砲火に曝され、援軍もないままに前進もならず、デュリーは退却を命令した。
デュリーが期待していた援軍、ジョージ・L・ハートサッフ准将とウィリアム・A・クリスチャン大佐の旅団は現場に到着するまえに困難さを味わっていた。ハートサッフは砲弾で負傷し、クリスチャンは馬を降りて恐怖のあまり後方に逃げていた。その兵士達が再集結してトウモロコシ畑に入ると、前の部隊と同じように砲火や歩兵の銃火に曝された。北軍の数の優位が物を言うようになると、ハリー・ヘイズのルイジアナ・"タイガー"旅団が戦闘に入り、北軍兵を東の森に退却させた。第12マサチューセッツ歩兵連隊が受けた損耗率は67%となり、この日のどの部隊よりも損耗率が高かった。タイガー旅団は、北軍が3インチ・オードナンス・ライフル砲大隊を連れてきて大砲をトウモロコシ畑に直接運び入れ、至近距離からの発砲で500名居た旅団兵の323名を倒すことで、結局打ち破られた。
トウモロコシ畑が流血のままに膠着状態となる一方で、西方で数百ヤード前進した北軍は戦果を挙げていた。ダブルデー師団の内のジョン・ギボン准将第4旅団（その後鉄の旅団と命名された）がターンパイクを前進し、ジャクソンの部隊を脇へ押しやった。スタークの旅団から1,150名の兵士が突撃を掛け、30ヤード (27 m)の至近距離から間断無い猛火を浴びせることで、鉄の旅団の動きが止められた。南軍の旅団は鉄の旅団からの激しい反撃に遭って撤退し、スタークは致命傷を負った。ダンカー教会に向けた北軍の前進が再開され、ジャクソンの防衛線との距離が縮まり、ジャクソン軍はほとんど崩壊しそうになった。損失は法外に大きくなったが、フッカー軍団は着実に前進していた。
南軍の補強部隊が午前7時過ぎに到着した。マクローズとリチャード・H・アンダーソンの師団がハーパーズフェリーから夜通し行軍して到着した。7時15分頃、リー将軍はジョージ・T・アンダーソンのジョージア旅団を右翼からジャクソン軍の救援に動かした。
午前7時、フッドの2,300名からなる師団が西の森を通って前進し、北軍を再びトウモロコシ畑から追い出した。テキサス人の部隊は毎日摂ってきた最初の熱い朝食を妨げられてその予備隊の位置から呼び出されたので、特別の獰猛さで攻撃した。彼らには、トウモロコシ畑の南東ムンマ農園から到着したD・H・ヒル師団の3個旅団、およびJ・E・B・スチュアートの騎馬砲兵隊を支援していたニコデマス農園から西の森を抜けて押しだしたジュバル・アーリーの旅団の支援を受けた。しかし、フッドの部隊は攻撃の矢面に立ってしまい、60%が失われるという高価な代償を払ったが、防衛線の崩壊を防ぐことができ、第1軍団を撃退した。フッドは、仲間の士官にフッドの師団は何処にいると尋ねられたとき、「戦場で死んでいる」と答えた。
フッカーの部隊は大きな損失を被ったうえにその目的も達していなかった。2時間が経過し、2,500名の損失を受けたあとで、スタートの地点に戻った。トウモロコシ畑は奥行き250ヤード (225 m)、幅400ヤード (360 m)あったが、筆舌に尽くしがたい破壊の現場となった。この朝だけで少なくとも15回は支配者が変わったと推計されている。フッカーはマンスフィールド第12軍団の7,200名の支援を要求した。

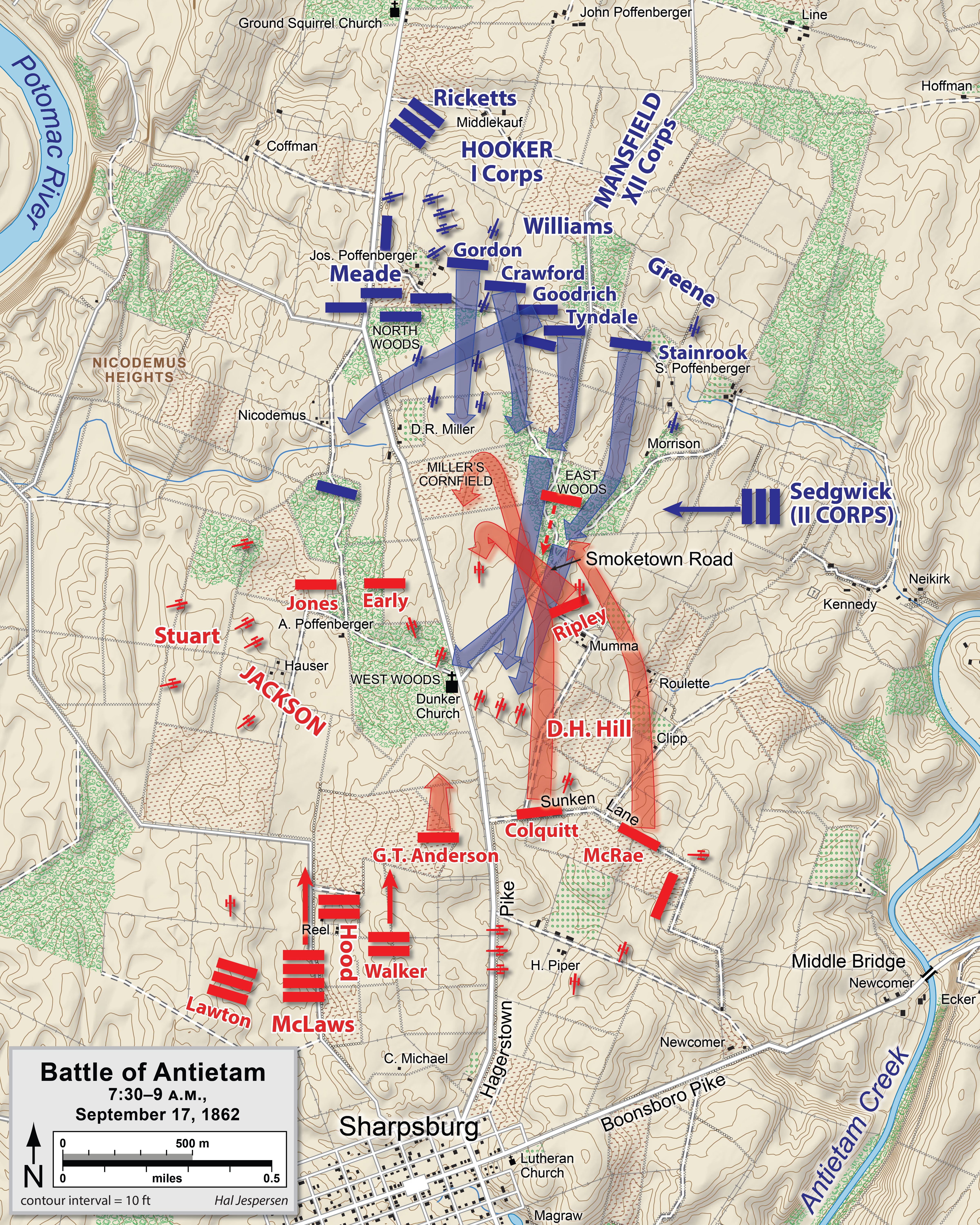
第12軍団による攻撃。午前7時半から9時

マンスフィールド軍団の半数は新兵であり、マンスフィールド自身も経験が少なく、ほんの2日前に指揮を執っただけだった。彼は40年間の古参兵ではあったが、戦闘で大規模な部隊を率いて戦ったことが無かった。戦火に曝されたときに兵士達が逃走したりしないかを心配して、「縦列中隊、密集隊形」と呼ばれる1個連隊が通常の2列の代わりに10列になって進む一団になった隊形を取らせて行軍した。この部隊が東の森に入ると、格好の大砲の目標になり、「納屋とほとんど同じくらいの標的」になった。マンスフィールド自身も狙撃兵の弾で倒され、その日遅くに死んだ。アルフェウス・ウィリアムズ准将が第12軍団を一時的に指揮した。
マンスフィールドの下の第1師団の新兵は、D・H・ヒルのコルキットとマクレーが指揮する師団で補強されたフッドの戦列に対して一歩も進めなかった。しかし、ジョージ・シアーズ・グリーンが指揮する第12軍団の第2師団がマクレーの部隊を突破し、マクレーのの部隊は側面攻撃の罠に嵌ろうとしているとの錯覚に囚われて逃亡した。戦列に穴が開いたことで、数的に劣っていたフッドの部隊は、その日の戦いを始めた西の森での再編成を強いられた。グリーン隊は、フッカーの当初の目標であったダンカー教会に到達でき、スティーブン・リーの砲兵隊を追い出した。北軍はターンパイク東側の領域の大半を確保した。
フッカーはその第1軍団で散開していた残兵を集めて攻撃を続けようとしたが、南軍の狙撃兵が将軍の人目に付きやすい白馬に狙いを定めて放った弾がフッカーの足を貫通した。第1軍団の指揮はフッカーの部下の中では古参であるジェイムズ・リケットも負傷していたので、ミード将軍に任された。しかし、フッカーが戦場を離れると、第1および第12軍団の兵士を寄せ集める権限を持った将軍がいなくなった。グリーンの部隊は西の森からの激しい砲火に遭い、ダンカー教会から撤退した。
南軍の左翼に回り、マンスフィールド軍団に掛かる圧力を解放するために、サムナーの第2軍団は午前7時20分に2個師団を戦闘に入らせる命令を受けた。セジウィックの5,400名からなる師団は初めてアンティタム・クリークを渡り、左翼に回りこんで南軍を南のアンブローズ・バーンサイドの第9軍団に立ち向かわせるべく、東の森に入った。しかしこの作戦はうまく運べなかった。この師団はウィリアム・H・フレンチの師団とはぐれてしまい、午前9時にこの師団に同道していたサムナーが、3個旅団を3列の長い横隊で兵士が隣り合い、わずか50ないし70ヤード（45ないし63 m）という距離にあるという、異常な隊形で攻撃を掛けさせた。この部隊はまず南軍の大砲に攻撃され、続いて3方のアーリー、ウォーカーおよびマクローの師団から攻撃を浴び、半時間も経たないうちにセジウィック隊は列を乱してスタート地点に退却させられ、その損失は2,200名以上となった。サムナーは、多くの歴史家から、その「向こう見ずな」攻撃、第1および第12軍団本部との協調の欠如、セジウィック隊に付いていてフレンチ師団に対する指揮を失ったこと、攻撃開始前に適切な偵察を怠ったこと、および異常な戦闘隊形を採ったことで南軍の反撃により効果的に側面を衝かれたことで非難された。しかし、歴史家M・V・アームストロングの最近の学説は、サムナーが適切な偵察を行ったこと、彼が行った攻撃の決断は彼に与えられた情報から正当化されることを結論づけた。
午前中の最後の戦闘は10時頃、第12軍団の2個連隊が前進し、南軍の右翼から到着したばかりのジョン・G・ウォーカーの師団に遮られただけに終わった。この部隊は西の森のトウモロコシ畑の間の地域で戦ったが、間もなくウォーカー隊はグリーン師団の2個旅団によって後退させられ、北軍は西の森にいくらかの地域を確保した。
午前中の戦闘は両軍合わせて13,000名という損失を出し、この中には北軍の2人の指揮官も含まれていた。

### 正午頃

第12および第2軍団による攻撃。午前9時から午後1時

正午までに戦闘は南軍戦線の中央に移った。サムナーは午前の戦闘でセジウィックの師団に同道していたが、もう一つの師団であるフレンチはサムナーやセジウィックとの連絡がとれないままに、不可解にも南に向かっていた。フレンチは戦闘に入る機会を熱心に求めており、行く先で散兵を見付けると自隊に前進を命じた。この時までにサムナーの副官（かつ息子）がフレンチの所に来ており、西の森での恐ろしい戦闘の様子を語り、敵の中央を攻撃することで南軍の注意を逸らせるという命令を伝えた。
フレンチ軍はD・H・ヒルの師団と対峙した。ヒルは約2,500名を率いていてフレンチ軍の半分以下であり、かつその5個旅団のうち3個は朝の戦闘で消耗していた。ロングストリートの受け持つこの部分は理論的に最も弱い所であった。しかし、ヒルの部隊は緩やかな尾根の上に強固な防御態勢で配置しており、長年荷馬車が通って轍ができた道路は自然の塹壕を形成していた。
フレンチは午前9時半頃にヒルの間に合わせの胸壁に対して旅団単位の一連の攻撃を掛けさせた。最初に攻撃をかけた旅団はマックス・ウェーバー准将が指揮する経験の足りない部隊であり、猛烈なライフル射撃によって早々に打ちのめされた。この時点では両軍共に大砲を使っていなかった。第2の攻撃はドワイト・モリス大佐のさらに新兵ばかりの旅団であり、同じように猛火に曝されたが、ロバート・ローズのアラバマ旅団による反撃を何とか撃退した。第3の攻撃はネイサン・キンボール准将の旅団であり、これには古参兵の3個連隊が含まれていたが、窪んだ道からの銃火でやはり撃退された。フレンチの師団は1時間のうちに5,700名のうち1,750名の損失を出した。
両軍共に援軍が到着した。午前10時半までに、リー将軍は最後の予備部隊であるリチャード・H・アンダーソンの師団約3,400名をヒルの戦線補強に送り、右方に展開してフレンチの左翼を包み込むような攻撃の準備をした。しかし、同時にイズラエル・B・リチャードソン少将の4,000名の師団がフレンチの左翼に到着した。これがサムナーの軍団に属する3個師団の最後のものであり、マクレランが予備部隊を組織したときに後方に控えさせられていた。リチャードソンの新手が最初の一撃を放った。
窪んだ道路への4回目の攻撃を行ったのはトーマス・フランシス・マハー准将のアイルランド旅団であった。この旅団がそよ風にエメラルドグリーンの連隊旗をはためかせて前進すると、連隊付き牧師のウィリアム・コービー神父が馬に乗って隊列の前を前後し、まさに死なんとしている者達のためにローマ・カトリック教会によって規定された条件付き贖罪の言葉を叫んだ（コービーは1863年のゲティスバーグの戦いでも同じ事をした）。大半がアイルランド移民の旅団は、撤退を命じられるまでに激しい一斉射撃のために540名の損失を出した。
リチャードソン将軍は（コールドウェル隊が後方の干し草の山の背後にいると告げられた後）正午頃にジョン・C・コールドウェル准将の旅団をじきじきに戦闘に向かわせ、ここでやっと流れが変わった。アンダーソンの南軍師団は戦闘の初期にアンダーソンが負傷した後は、防御兵にたいしてほとんど支援が無かった。ジョージ・B・アンダーソン（アンダーソンの後任第2ノースカロライナ連隊のチャールズ・C・テュー大佐は、指揮を代わった数分後に戦死した）や第6アラバマ連隊のジョン・B・ゴードン大佐（ゴードンは戦闘中に4カ所の重傷を負った。彼は意識を失って帽子に顔を埋めて俯せに倒れており、後に仲間に語ったところでは、名も知らぬヤンキー（北軍兵）が撃った弾が帽子に穴を明けていなければ、自分の血で窒息していただろうが、実際には帽子の穴から血が抜けて救われたということであった）など他の中心となるべき指揮官も失われていた。南軍のローズは太腿を負傷しながらもなお戦場にいた。これらの損失が直接次のような混乱を生んだ。
コールドウェル旅団が南軍の右翼あたりに前進すると、第61および第64ニューヨーク連隊のフランシス・C・バーロー大佐とその350名の部隊が、戦列の弱い地点を見付けて窪んだ道を見下ろす小山を占領した。これで南軍の戦列を縦射することが可能になり、そこは破壊的な罠に変わった。この脅威に対応しようと旋回を試みたローズの司令を、意識の無いジョン・ゴードンを引き継いでいたジェイムズ・N・ライトフット中佐が誤解した。ライトフットは兵士達に回れ右をさせ後退を命じたが、この命令は旅団の全5個連隊とも同じように適用されると考えられた。南軍はシャープスバーグ方面に流れ、その前線は崩壊した。
リチャードソンの部隊は激しく追撃していたが、ロングストリートが急いで集めた大砲が彼らを追い返した。D・H・ヒルに率いられた200名の部隊による反撃が、窪んだ道路の近くで北軍の左翼を襲い、第5ニューハンプシャー連隊の激しい突撃で撃退されたが、このことで中央の崩壊を止めた。リチャードソンは不本意ながらその師団に窪んだ道路に面する尾根の北への後退を命じた。その師団は約1,000名が失われていた。バーロー大佐は重傷を負い、リチャードソンは致命傷を負っていた。ウィンフィールド・S・ハンコックが師団指揮を継いだ。ハンコックは後に攻撃的な師団や軍団の指揮官として名声を得た者ではあったが、予期しない指揮官の交代で北軍の前進の弾みが損なわれた。

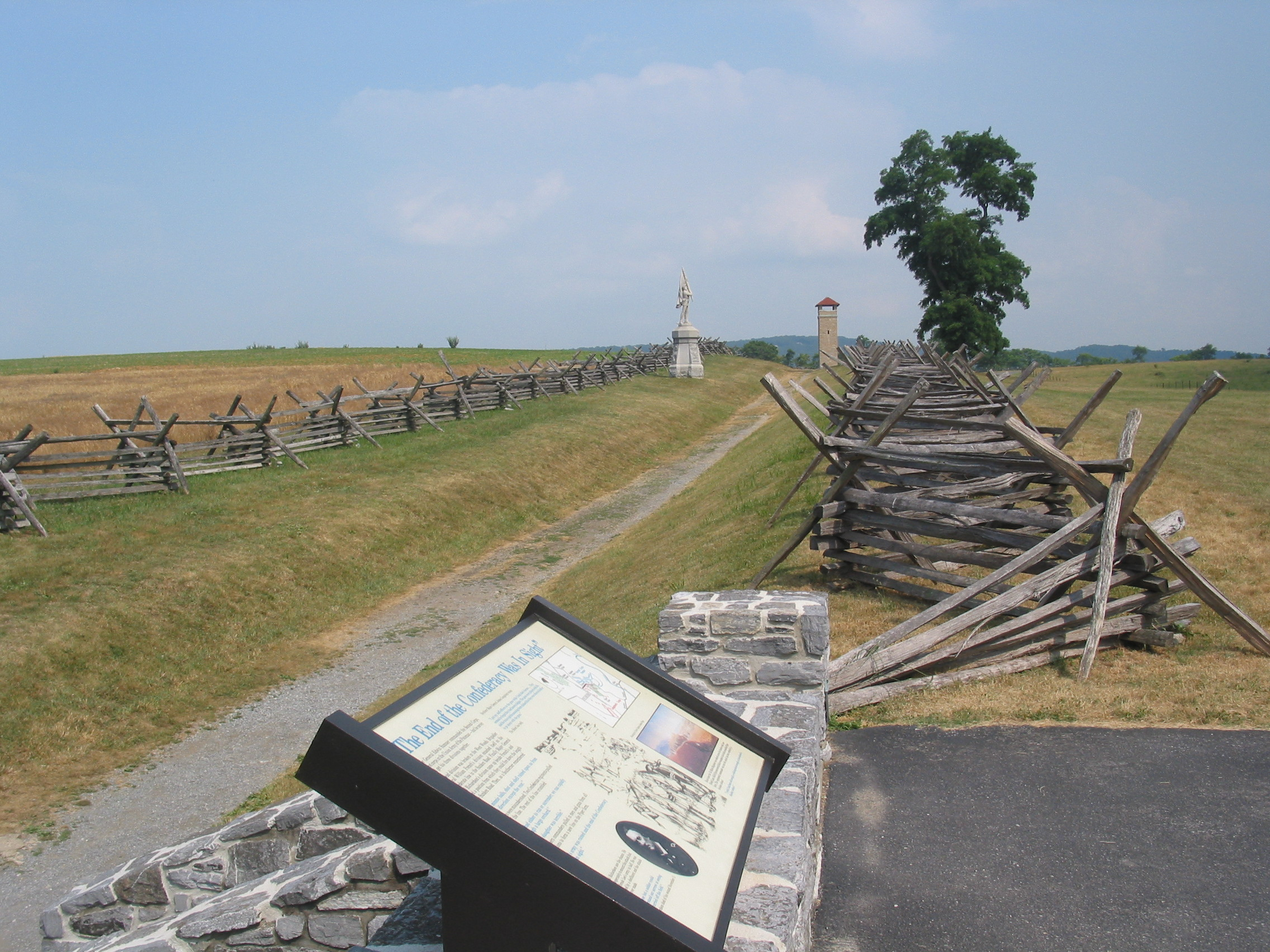
ブラッディレーン、2005年撮影

午前9時半から午後1時までの窪んだ道路での大虐殺は、「Bloody Lane（血塗られた通路）」という名前を与えられ、道路沿い800ヤード (720 m)に約5,600名の死傷者（北軍3,000名、南軍2,600名）を残した。まだそこには大きな機会が存在した。もし、この南軍戦列の破れ目に付け込まれていたら、北バージニア軍は2つに分割され、恐らくは敗北していたであろう。北軍にはそうするための十分な戦力があった。予備隊として3,500名の騎兵隊とポーターの第5軍団10,300名の歩兵が、1マイル (1.6 km)離れた中央の橋近くに待機していた。第6軍団は12,000名で到着したばかりだった。第6軍団のウィリアム・B・フランクリン少将はこの突破口に付け込む用意ができていたが、上級の師団指揮官であるサムナーは前進しないように命じた。フランクリンは、両者の議論を聞くために後方の本部を離れていたマクレランに訴えたが、マクレランはサムナーの判断の肩を持ち、フランクリンとハンコックにその陣地を保つように命令した。
その日遅く、中央部近くにいた他の予備隊である第5軍団指揮官のフィッツ・ジョン・ポーター少将は、第2師団を指揮するジョージ・サイクス少将から、もう一度中央を攻撃する提案を聞き、その考えはマクレランの注意を惹いた。しかし、ポーターはマクレランに「将軍、私は共和国の最後の軍隊の最後の予備隊を率いていることを覚えておいてください」と告げたと言われている。最終的にマクレランは予備隊の保持を決断した。後にA・P・ヒルの思わぬ来援があったことや、リーが側面や背後の奇襲を得意としていたことを考えれば、これは決して誤った判断とは言えない。

### 午後

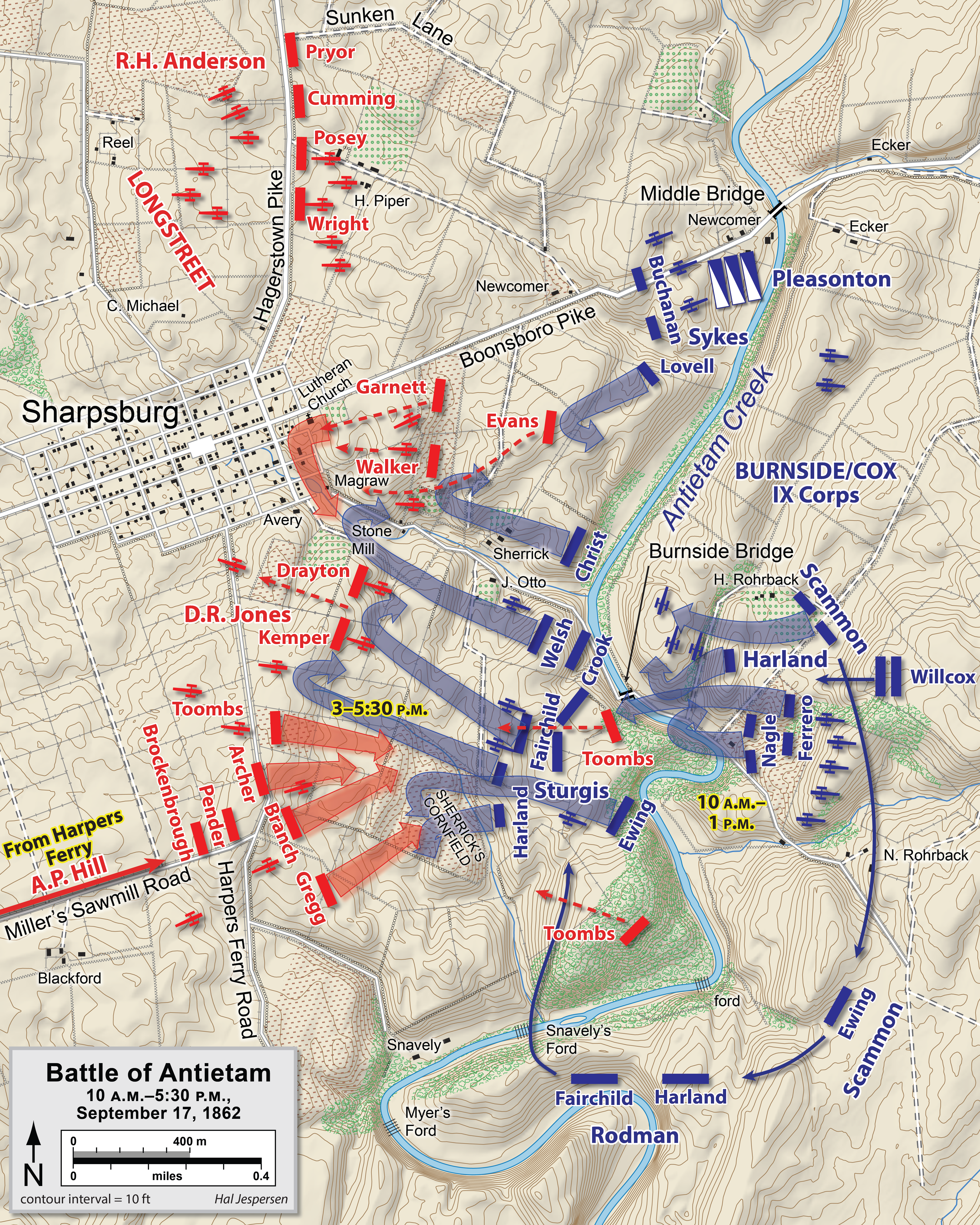
第9軍団による攻撃。午前10時から午後4時半

戦闘は戦場の南端に移った。マクレランの作戦では、フッカーの第1軍団を支援するために南軍の注意を北の主戦場から逸らせることを期待して、アンブローズ・バーンサイドの第9軍団が陽動攻撃を行うことになっていた。しかし、バーンサイドは攻撃を始める前に明確な命令があるまで待つように指示されており、その命令は午前10時まで届かなかった。バーンサイドは戦闘の準備をする間、奇妙に受動的であった。マクレランが一翼の指揮官にバーンサイドを据えようという配置案を捨てたことで不満を抱いていた。以前に第1および第9軍団を含む一翼を指揮したことがあったが、今回は第9軍団だけに責任があった。バーンサイドはその高い権限を諦めることを明らかに拒み、まずジェシー・リー・リノ少将（サウスマウンテンで戦死）を、次にカノーハ師団のジェイコブ・ドルソン・コックス准将を軍団指揮官として待遇し、命令は軍団長を通して軍団に伝えた。
バーンサイドはアンティータム・クリークの東に4個師団（12,500名）と50門の砲を持っていた。向かい合う敵は、リーが左翼の南軍を補うために部隊を移動させたためにかなり手薄になっていた。夜明けには、デイビッド・R・ジョーンズとジョン・G・ウォーカー各准将の師団が守りに就いていたが、10時までにウォーカーの部隊全てとジョージ・T・アンダーソン大佐のジョージア旅団が移動した。ジョーンズはバーンサイドに対するに、3,000名の兵士と12門の大砲しか無かった。シャープスバーグに近い尾根は主にセメタリーヒルと呼ばれる低い台地だったが、これを手薄い4個旅団が守った。第2および第20ジョージア連隊の残る400名はロバート・トゥームズ准将の指揮で、2個砲兵大隊と共に、ロールバッハの橋を守った。この橋は3径間125フィート (38 m)の石橋で、アンティータム・クリークを渡る最南端にあった。このあとの戦闘に与えられた悪評のために、この橋は「バーンサイド・ブリッジ」として歴史に名を残すことになった。橋は困難な目標であった。橋に至る道路はクリークに沿って走り、敵の銃火に曝された。橋の西側には樹木の茂る高さ100フィート (30 m)の崖が見下ろしており、古い採石場から持ってきた巨岩がばらまかれ、良好な隠れ場所から歩兵や狙撃兵が撃ち降ろせば、川を渡る者に危険な障害になった。
この辺りのアンティータム・クリークは50フィート (15 m)以上の幅があることはほとんどなく、幾つかの場所は腰までの深さに過ぎず、しかも南軍の死角になっていた。南軍の参謀士官ヘンリー・キッド・ダグラスから嘲笑されているように、バーンサイドはこの事実を無視したことで大いに批判されてきた。しかし所々浅いクリークの見通しの良い地形は渡河を難しい問題の比較的易しい部分にしていた。バーンサイドは橋を強襲する代わりに、マクレランの技師が確認した半マイル (0.8 km)下流を同時に渉るという作戦に集中したが、バーンサイドの軍団がそこに到着したとき、堤があまりに高くて渉れそうになかった。ジョージ・クルック大佐のオハイオ旅団がサミュエル・スタージス准将の師団の支援で橋を攻撃する準備をする一方で、残りのカノーハ師団とアイザック・ロッドマン准将の師団は厚い藪を抜けて2マイル (3 km)下流のスネイブリー浅瀬を探し、南軍の側面を衝こうとした。

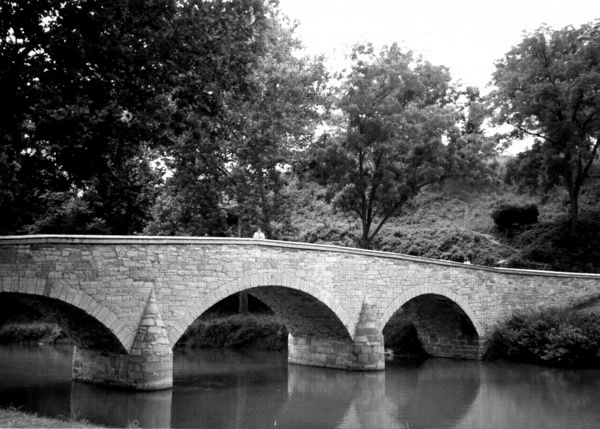
バーンサイド・ブリッジ

橋に対するクルックの襲撃は、そのオハイオ旅団が橋を渡り崖を襲うために、橋の上を明けるよう命令された第11コネチカット連隊の散兵に導かれた。コネチカット連隊は15分間の懲罰的銃火を受けた後、致命傷を負った指揮官ヘンリー・W・キングズベリー大佐を含み、その勢力の3分の1に相当する139名の損失を出し撤退した。クルックの主攻撃隊は、クルックが地形に不明であったために橋の上流4分の1マイル (400 m)でクリークに到達するという誤りを犯してしまい、南軍の散兵と続く数時間一斉射撃を交わすことになった。
ロッドマン准将の師団は連絡が取れないままにスネイブリー浅瀬に難行軍している一方、バーンサイドとコックスは橋に対する第2波攻撃を、第2メリーランド連隊と第6ニューハンプシャー連隊からなるスタージスの旅団の一つに指示した。この部隊も南軍の狙撃兵や大砲の餌食になり、その攻撃は破綻した。この時までに正午を過ぎており、マクレランは辛抱できなくなって伝令を次々と送り、バーンサイドに前進させようとした。マクレランはある副官に「彼に犠牲が1万人になっても今行かねばならない」と伝えるよう命令した。監察長官デロス・B・サケット大佐を派遣して、バーンサイドに対決させることで圧力を掛けていったが、バーンサイドは憤然として「マクレランは、私がこの橋を落とすために最善を尽くしていないと考えているようだ。あなたは今朝同じ命令を持って私の所にきた3人目あるいは4人目だ」と答えた。
橋を奪取しようという3度目の試みをしたのは、12時半にスタージスの他の旅団、エドワード・フェレーロ准将の指揮する部隊であった。この旅団は第51ニューヨーク連隊と第51ペンシルベニア連隊で構成されており、適切な大砲の支援もあり、またもし成功した場合は最近取り消されたウィスキー配給が復活するという約束を受けており、下り坂で突撃を掛けて東岸に陣地を確保した。捕獲した榴弾砲をその場で操作し、橋に向かって散弾を放ち、敵からは25ヤード (23 m)まで接近した。午後1時までに南軍の弾薬が尽きかけ、トゥームズのところにロッドマンの部隊がスネイブリー浅瀬を渉り、側面を衝こうとしているとの伝言が入った。トゥームズは撤退を命令した。そのジョージア旅団は北軍に500名以上の損失を与えており、160名に欠ける程度の自軍をあきらめさせた。しかもバーンサイドの南部側面から攻撃を3時間以上も食い止めていた。
バーンサイドの攻撃は自軍の失敗でも再度失速した。その士官達が弾薬を橋から輸送することを怠っており、橋自体が兵士、大砲および荷馬車の移動でボトルネックになっていた。このためにさらに2時間を要し、リー将軍はこの時間を使ってその右翼を補強した。リーは利用可能なあらゆる砲兵部隊に移動を命じたが、左翼から歩兵隊を動かしてD・R・ジョーンズの数的に劣る部隊を補強することまではしなかった。その代わりにハーパーズフェリーからの疲弊させる17マイル (27 km)を行軍中であるA・P・ヒルの軽装師団の到着を当てにした。午後2時までにヒル隊はボトラーの浅瀬に到着し、2時半に救われたリーと会談することが出来て、リーは右翼のジョーンズの救援に部隊を向かわせるよう命じた。
北軍は3,000名の新来の部隊に直面することになるとは全く気付いていなかった。バーンサイドの作戦では、弱体化した南軍の右翼を回り込み、シャープスバーグに注力して、北バージニア軍を南軍がポトマック川を渡って逃走する唯一の経路であるボトラーの浅瀬から切り離そうとした。バーンサイドはスタージスの師団を西岸に予備軍として残し、8,000名以上の軍団（大半は疲れていない）と22門の大砲を近接支援として西に動いた。
第79ニューヨーク連隊「キャメロン・ハイランダーズ」によるジョーンズの数に劣る師団に対する最初の攻撃が成功し、ジョーンズ軍はセメタリーヒルを越えて後退し、シャープスバーグまでは200ヤード (180 m)以内まで下がった。さらに左翼にはロッドマンの師団がハーパーズフェリー道路の方へ進軍した。先頭を行くハリソン・フェアチャイルド大佐の旅団には第9ニューヨーク連隊の色彩豊かなズアーブ服を着た者が数名おり、その前方の尾根に上った敵の1ダースの大砲から激しい砲弾が降り注いできたが、構わず前進を続けた。シャープスバーグの通りでは退却する南軍に塞がれて恐慌が起こっていた。ジョーンズの師団の5個旅団の中で、トゥームズの旅団だけが無傷だったが、それでも700名に過ぎなかった。
A・P・ヒルの師団は午後3時半に到着した。ヒルはその部隊を分けて、2個旅団は南東に向かわせてその側面を守らせ、他の3個旅団約2,000名はトゥームズの旅団の右に動き、反撃に備えた。午後3時40分、マクシー・グレッグ准将のサウスカロライナ旅団が、ジョン・オットーのトウモロコシ畑でロッドマンの左翼にいた第16コネチカット連隊を攻撃した。コネチカット連隊はわずか3週間の従軍経験しかなく、その戦列が破られて185名の損失を出した。第4ロードアイランド連隊が右翼に向かったが高いトウモロコシの茎のために視界が悪く、また南軍兵士の多くがハーパーズフェリーで捕まえた北軍兵士の制服を着ていたために方向を見失った。この部隊も崩壊して逃げ出し、第8コネチカット連隊が遠く前進したまま孤立した。この連隊は包囲され丘を下ってアンティータム・クリークの方に追い出された。カノーハ師団の連隊による反撃も不十分だった。
第9軍団は損耗率約20%にもなったが、依然対峙する南軍の2倍の兵力があった。バーンサイドはその側面の崩壊で気力が萎え、全部隊にアンティータム・クリークの西岸まで後退を命じ、そこで緊急に増援と大砲を要求した。マクレランは1個大隊を供給できた。マクレランは「私はこれ以上何もできない。ここには歩兵部隊がいない」と言った。しかし、実際にはマクレランにはまだ投入していない2個軍団があった。ポーターの第5軍団とフランクリンの第6軍団であったが、あまりにも用心深く北バージニア軍によって起こるかも知れない大軍の反撃を心配していた。バーンサイドの部隊はその日の残りを、占領するために多くの損失を被った橋の守備に使った。

## 戦闘の後
戦闘は午後5時半に果てた。この日の損失は両軍共に重いものであった。北軍の損失は12,401名でそのうち戦死は2,108名であった。南軍は10,318名の損失で戦死は1,546名であった。この損失は全軍に対する比率として北軍で25%、南軍で31%に相当した。この1862年9月17日に、アメリカの軍事史の中で第二次世界大戦の1944年6月6日D-デイや2001年9月11日のアメリカ同時多発テロ事件など、どの日よりも多くのアメリカ人が死んだ。9月18日の朝、北バージニア軍は北軍の来襲に備えて守りの準備をしたが、攻撃は無かった。両軍共に負傷者を回収したり交換したりするための一時的休戦とした後で、北バージニア軍はその夜にポトマック川を越えてバージニア州に撤退を始めた。
リンカーン大統領はマクレランの戦果に失望した。彼はマクレランが慎重に過ぎ、戦場では連携がお粗末であったために南軍を叩き潰す代わりに引き分けに終わったと思った。歴史家のスティーブン・シアーズは次のように同意している。

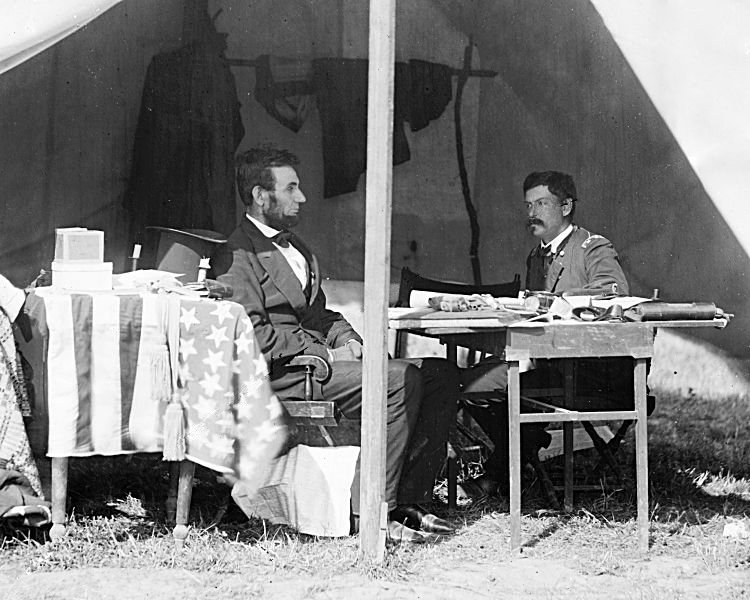
リンカーン大統領とマクレラン将軍。アンティータム戦場に近いマクレラン将軍のテントの中で、1862年10月3日

大統領は、アメリカ陸軍局や大統領自身の懇請があったにも拘らず、9月17日から10月26日までの出来事にさらに驚かされた。マクレランはポトマック川を越えて北バージニア軍を追撃することを辞退し、装備の不足や軍隊の使いすぎの恐れを訴えていた。最高司令官のヘンリー・ハレックはその公式報告書に「打ち破られた敵を前にして、また急速な移動と活発な作戦行動に最適の季節に、これほどの大軍を長く使わないでいることは大きな失望と後悔の事態である」と書いた。リンカーンは11月7日にマクレランをポトマック軍指揮官から解任し、これが実質的にマクレランの軍歴の終わりとなった。
歴史学徒の中には、北軍の「戦略的勝利」という定義に疑問を投げかける者がいる。結局、マクレランはこの方面作戦や戦闘そのもので戦果を挙げられず、リーははるかに勢力の大きい敵軍に対する戦争で戦果を挙げ偉大な指導力を示した。損失数は両軍似たようなものであったが、北バージニア軍は全軍に対する損失率としては高いものについた。北バージニア軍が最初に戦場から撤退したので、技術的な定義では南北戦争の戦闘における戦術的敗者となる。もし損害の多寡によって勝敗を決定するのなら、七日間の戦いは北軍の勝利と呼ばれているだろう。しかし、戦略的な意味合いにおいて、アンティータムは、リーの戦略的な作戦（最初の北部侵略）を終わらせ、リンカーン大統領が9月22日に奴隷解放を発した（発効は1863年1月1日）という理由で、南北戦争の転回点になる北軍の大勝利と考えられている。リンカーンは解放宣言をもっと早く発したかったが、その閣僚から、宣言が絶望の中から発せられたと認識されることを避けるために北軍の勝利の後で宣言した方が良いと助言されていた。北軍の勝利とリンカーンの宣言はフランスやイギリスの政府がアメリカ連合国を認知しないように説得するために大きな役割を果たした。もし北軍が敗戦を繰り返しておればフランスもイギリスもアメリカ連合国を認知する計画であったろうと推定する者がいる。奴隷解放宣言が戦争の進展に結び付けられると、どちらの政府もアメリカ合衆国に反対する政治的意図を持ちえなかった。歴史家のジェイムズ・マクファーソンはその著書『自由の十字路』の中で、アンティータムの重要性について要約した。
戦場跡はアンティータム国定戦場として記念されている。